# Arthur-hágó
Az Arthur-hágó 920 méter magasan szeli át a Déli-Alpokat Új-Zéland Déli-szigetén a West Coast és a Canterbury régiók határán.  Christchurch városától 140, Greymouth településtől 95 kilométerre van. A hágó közelében ered az Otira, a Taramakau folyó egyik ága nyugaton, keleten pedig a Bealey folyó. Ez a hágó jelzi Selwyn és Westland kerületek határát is. Az Arthur-hágó az egyike annak a háromnak, ami keresztezi a Déli-Alpok vízválasztóját; a másik kettő Lewis-hágó és a Haast-hágó.

## Története
A hágó nevét Sir Arthur Dudley Dobsonról (1841–1934), európai feltárójáról kapta, aki az első európai expedíciót vezette erre 1864-ben. Dobson az előző évben kezdte meg hét hónapos feltáró útját Új-Zéland Déli-szigetének addig az európaiak által alig ismert nyugati partján (a térség azóta is a West Coast régió nevet viseli) a Grey folyó és az Abut-fok között, illetve befelé egészen a sziget hosszában húzódó vízválasztóig. A hegyi átjárót a helyi maori főnök, Tarapuhi segyítségével találta meg. A bennszülöttek ezt az utat is használták a térségben található féldrágakő, a pounamu szállítására Új-Zéland más tájai felé.
Ebben az időben aranyat találtak a nyugati parton, megkezdődött az új-zélandi aranyláz korszaka, és sürgőssé vált az út megépítése. A felmérések azt mutatták, hogy ez a hely a legalkalmasabb erre. Arthur Dobson apja, Edward Dobson kapta a megbízást a Christchurch és Hokitika közötti 251 kilométeres út építésének vezetésére. Az utat 1866 márciusában nyitották meg, az ekkor kapta az Arthur-hágó nevet. Később a hágó közelében kialakult kis település, majd a környéken létrehozott nemzeti park is a hágó nevét kapta.

## Közlekedés
A hágón az új-zélandi 73-as számú főútvonal (State Highway 73) halad át. Az utat korábban gyakran zárta el földcsuszamlás vagy lavina, ezért az 1990-es évek végén modernizálták, átépítették. Ekkor, 1999-ben épült meg a 440 méter hosszú Otira-viadukt az azonos nevű település közelében.
A hágó alatt, az Otira és a Arthur's Pass helységek közötti 8,5 kilométeres Otira-alagútban halad át a Midland Line nevű vasútvonal, ami Christchurch-öt köti össze a nyugati parttal. Építése idején, 1923-ban ez volt a leghosszabb alagút a Brit Birodalomban.

## Fordítás
Ez a szócikk részben vagy egészben a Arthur's Pass című angol Wikipédia-szócikk ezen változatának fordításán alapul.  Az eredeti cikk szerkesztőit annak laptörténete sorolja fel. Ez a jelzés csupán a megfogalmazás eredetét és a szerzői jogokat jelzi, nem szolgál a cikkben szereplő információk forrásmegjelöléseként.